# Andreas Dettloff
Pour les articles homonymes, voir Dettloff.
Andreas Dettloff est un artiste plasticien, né le 26 octobre 1963 à Iserlohn en Allemagne, qui vit et travaille en Polynésie française.

## Biographie
En 1982, Andreas Dettloff entre sur concours à l'École des Beaux-Arts de Düsseldorf. Plusieurs fois primé, il obtient une bourse fédérale lui permettant de voyager en Australie, à l'île de Pâques et en Polynésie. En 1989, il s'installe définitivement à Tahiti. Dettloff utilise les symboles polynésiens traditionnels, il les détourne et les confronte à ceux du monde occidental. Dettloff a probablement été le premier artiste à introduire un art parfois conceptuel en Polynésie. Il a eu une influence profonde sur toute une génération de jeunes artistes polynésiens.

## Œuvre

### Expositions
- 4x8 dreidimensional, sculptures et installations dans les jardins publics de la ville de Neuss, Allemagne, 1988
- Forum junger Kunst, Stadtisches Museum, Kalkar, Allemagne, 1989
- Exposition à la galerie Natsara, Paris, 2002
- Headhunters, l'art de la chasse des têtes, galerie Natsara, Paris, 2005
- À l'artiste polynésien inconnu, rétrospective, musée d'Art et d'Histoire, Maison Pierre Loti, Rochefort, 2009
- Les chemins de la déportation, regards néo-calédoniens, Musée Montparnasse, Paris, 2011
- Rencontres en Polynésie, Victor Segalen et l'exotisme, Abbaye de Daoulas, 2011
- Pacifique, les collections contemporaines du Musée d'Art et d'Histoire de Rochefort, 2012
- Te pinai o te aru, Jardin botanique, Papeari, Tahiti, 2013
- Exotika 2013 à l'Université Silpakorn, Bangkok, Thaïlande, au Kunstverein Tiergarten et à la Galerie M, Berlin, Allemagne, 2013
- Matahoata, Arts et Société aux îles Marquises, Musée du Quai Branly, Paris, 2016
- Moruroa forever, Galerie Winkler, Papeete, 2016

### Collections comportant des œuvres d'Andreas Dettlof

#### En Polynésie française
- Maison de la Culture, Papeete
- Aéroport de Tahiti-Faaa
- Musée de Tahiti et des îles, Puna’auia

#### Ailleurs dans le monde
- Musée d’Art et d’Histoire de Rochefort, France
- Museum Kalkar, Allemagne
- Collections privées en France, Brésil, Espagne, Allemagne, Etats-Unis, Nouvelle Zélande, Nouvelle Calédonie et Tahiti

### Livres
- Riccardo Pineri, Andreas Dettlof, Signes & traces du sacré, Papeete, éditions 'Ura, 2014 (ISBN 9791093406015)
- Exotika 2013, Berlin, 2013
- Greub, Suzanne, Gauguin: Polynesia, Munich, Hirmer Verlag, 2012 (ISBN 9783777442617)
- Patrick Chastel (ill. Andreas Dettloff), Mythes et légendes des îles Marquises, Papeete, Haere Pô, 2012
- Alain Janet, Les chemins de la déportation, Nouméa, éditions L’Éclectique, 2011 (ISBN 9782953971200)
- Rencontres en Polynésie, Victor Segalen et l’exotisme, Paris, éditions Somogy, 2011 (ISBN 9782757204627)
- 100 000 ans de beauté, Paris, Gallimard, 2009 (ISBN 9782070125319)
- Latitudes 2009, Paris, 2009
- A l’artiste polynésien inconnu, Rochefort, 2009
- 10e Biennale de la Havane, La Havane, Cuba, 2009
- Woher kommen wir, was sind wir, wohin gehen wir, Düsseldorf, 2008
- Tauhiti Nena et Chantal Selva, L'Art en mouvement : Émergence d'un art contemporain à Tahiti, Papeete, éditions Le Motu, 2006 (ISBN 978-2915105254)
- Dettloff, Papeete, éditions Le Motu, coll. « Plasticiens d’Outre-Mer », 2002
- Taeao fou i mea sina, première exposition d’art contemporain dans le cadre d’un Festival des Arts du Pacifique, Apia, Samoa, 1996
- Zwischenraume IV Raum und Tanz, Glaskasten Mari, Allemagne, 1990
- Stadtisches Museum Kalkar, 1989
- Université Düsseldorf, 1988

### Articles et revues
- Air Tahiti Magazine n°4, Papeete, 2004
- L’art-même n°35, Bruxelles, 2007
- Art Press :
  - n°259, 2000
  - n°320, 2006
- Beaux Arts Magazine :
  - n°194, 2000
  - n°284, 2008
- Bulletin de la Société des Etudes Océaniennes :
  - n°267, septembre 1995
  - n°281/282, juin/septembre 1999
  - n°326/327, décembre 2012
- Cimaise :
  - n°281, 2006
  - n°293, 2009
- Flux News n°43 et 44, Belgique, 2007
- La revue Hermès n°65, Le monde Pacifique dans la mondialisation, CNRS éditions, Paris, 2013

### Vidéographie
- « Andreas Dettloff : une expo originale, déjantée et provocatrice. », reportage de de Brigitte Olivier, Marcel Bonno. RFO 2 novembre 2014

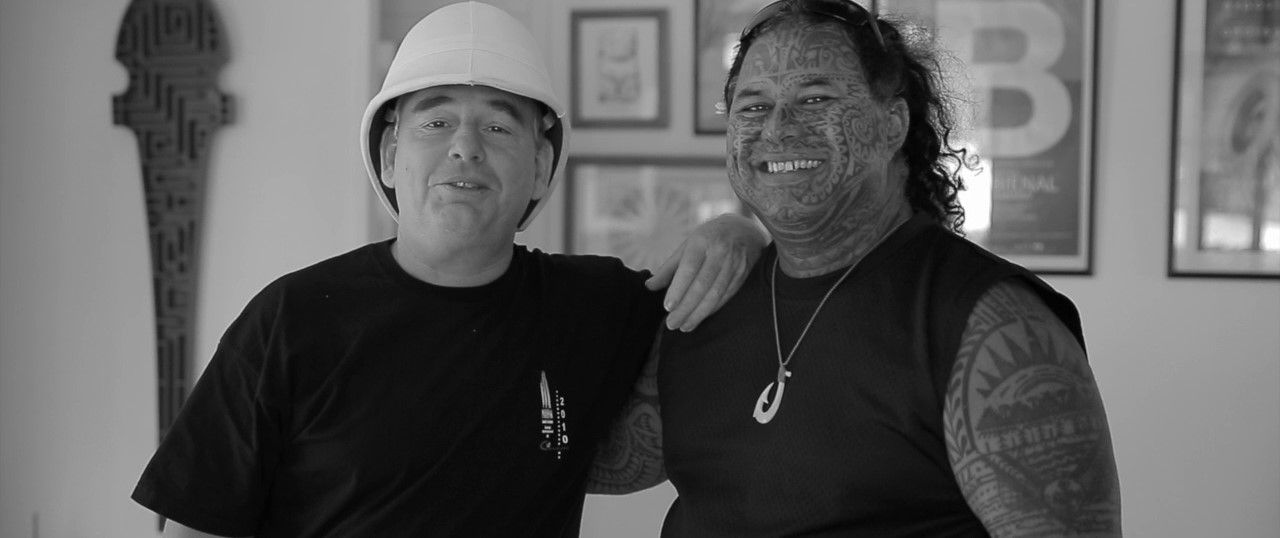
Andreas Dettloff et Chief Miko dans le documentaire Miko le chef voyant

- Miko le chef voyant. Documentaire de Jonathan Bougard et Jean-Philippe Joachim, 27', Emotion films, TNTV, Polynésie française, 2016
- Coco Hotahota : Te Maeva. Documentaire de Jonathan Bougard, 90', In Vivo Prod, Polynésie française, 2019
- Mara V. Documentaire de Jonathan Bougard, 81', In Vivo Prod, Polynésie française, 2019. Dettloff joue le rôle de Patrick O'Reilly.
- Gauguin : une vie controversée. Documentaire de Patricia Wheatley, 65', Grande-Bretagne, 2021